# Кольверайд
Кольверайд (норв. Kolvereid) — небольшой город в Норвегии. Административный центр коммуны Нерёй в регионе Трёнделаг. Трасса, проходящая через Кольверайд, соединяет его с городом Рёрвик на западе и деревней Фольдерайд на востоке.

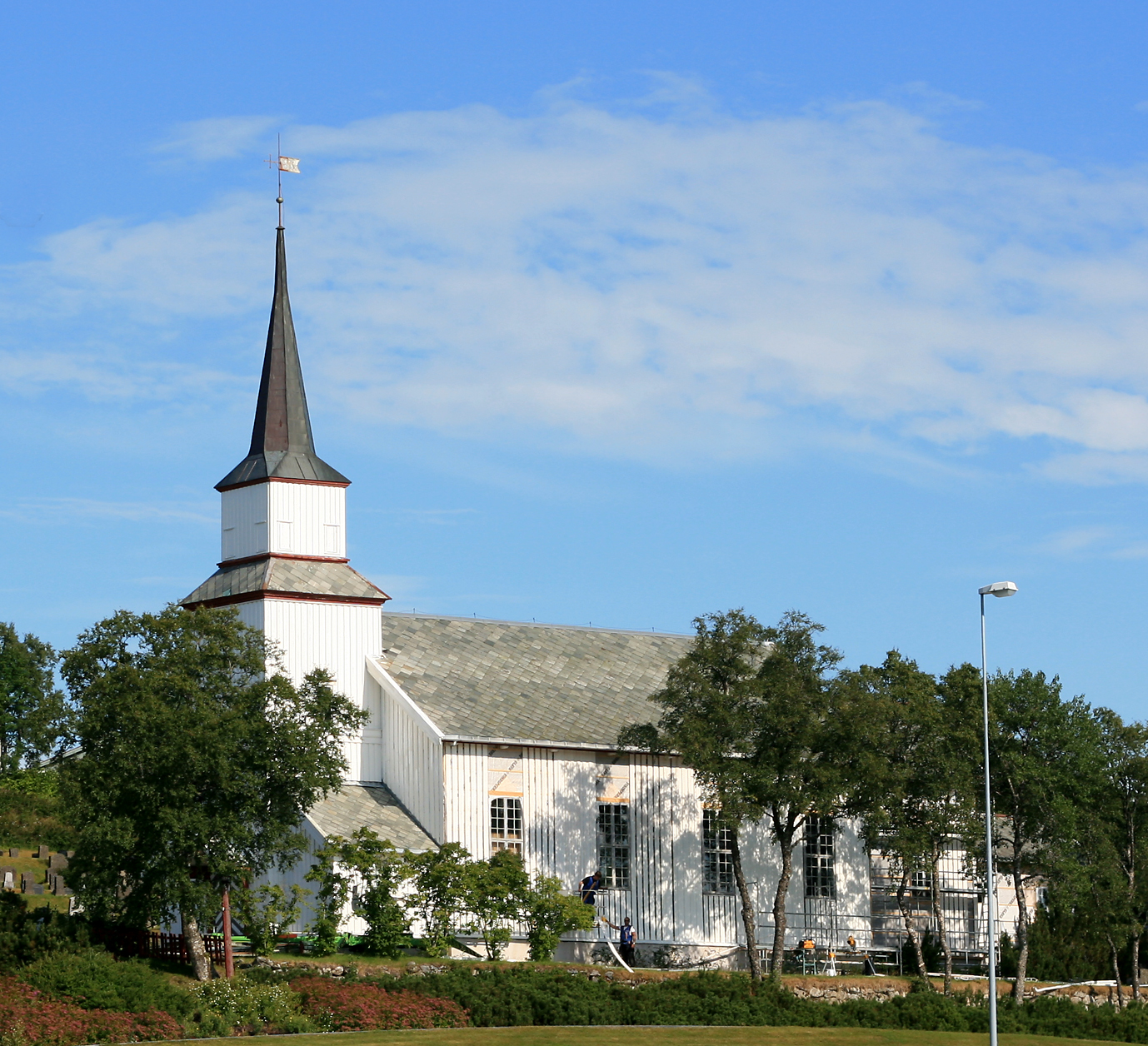
Приходская церковь в Кольверайде

Коммуна Нерёй объявила Кольверайд городом в 2002 году, что сделало его самым маленьким городом в Норвегии. До этого населённый пункт имел статус деревни. На 2017 год население города составило всего 1 784 человека. Учитывая то, что площадь города составляет 1,23 км², плотность населения составляет 1398 человека на квадратный километр. 
Кольверайд расположен в центре региона Трёнделаг, на берегу фьорда. Помимо всего, город является и культурным центром коммуны. В нём расположен кинотеатр, спортивные залы и др. Церковь в Кольверайде была построена в 1874 году. Её архитектором является Джакоб Вильгельм Нордан. Она имеет 350 сидячих мест.
Ранее Кольверайд был центром одноимённой провинции, которая существовала в 1838—1964 годах.